# Януш Палікот
Януш Маріан Палікот (пол. Janusz Marian Palikot; нар. 26 жовтня 1964, Білгорай, Люблінське воєводство) — польський підприємець і політик.

## Біографія

### Сім'я
Мати Палікота, Чеслава, під час Другої світової війни була ув'язненою концтабору Майданек. Батько, Маріан, до 1982 року був членом ПОРП. Вийшов з партії після того, як його син був заарештований за опозиційну діяльність.

### Освіта
Починав навчання на філософському факультеті Католицького університету Любліна, закінчив Варшавський університет зі ступенем магістра філософії, підсумкова робота «Трансцендентальна єдність апперцепції у Канта» (пол. Transcendentalna jedność apercepcji u Kanta). Почав роботу у Варшаві в Польській академії наук.

### Бізнес
У 1990 році створив завод ігристих вин «Амбра», в якому одинадцять років був головою правління. Після продажу своєї частки створив чергове підприємство, за допомогою якого керував заводом спиртних напоїв «Польмос Люблін». Продав свою частку в бізнесі в 2006 році. Його майно оцінюється в кілька мільйонів злотих. Є власником приватного літака.

## Політична діяльність
У квітні 2005 — липні 2006 рр.. видавець католицького тижневика «Озон». Член партії «Громадянська платформа» (червень 2005 — 6 жовтня 2010), депутат польського Сейму (25 вересня 2005 — 6 грудня 2010), член парламентського клубу Громадянської платформи (25 вересня 2005 — 6 жовтня 2010), засновник товариства «Сучасна Польща» (2 жовтня 2010).

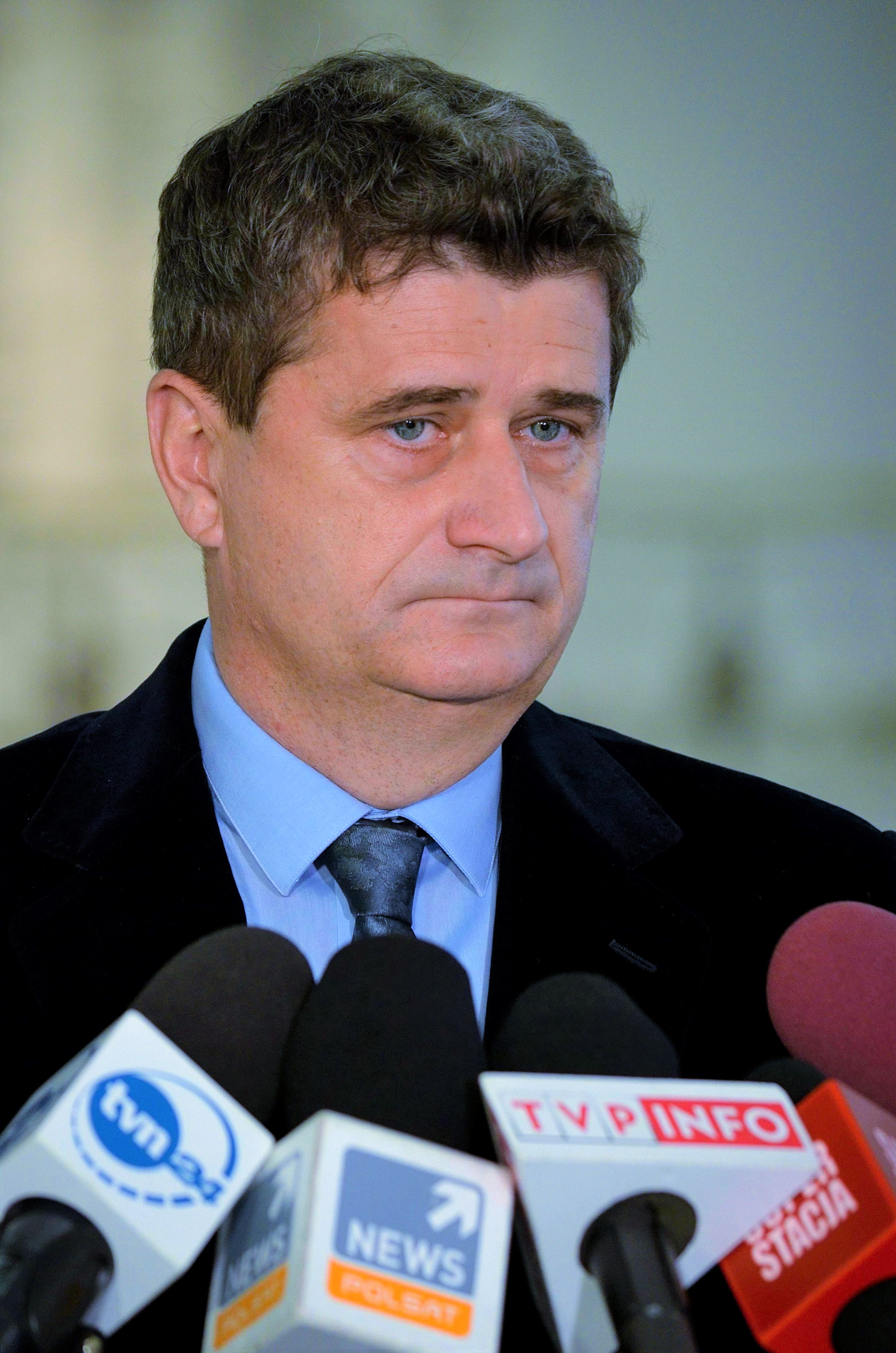
Януш Палікот (2015)

Януш Палікот став відомим депутатом польського парламенту. Він кілька разів виступав з промовами щодо стану здоров'я тодішнього президента Польщі Леха Качинського і його уявного алкоголізму, а також гомосексуальності його брата Ярослава. Опозиційна партія «Право і справедливість» вимагала вигнання Палікота з парламенту. Палікот став незручним, хоча і популярним членом своєї партії. Серед журналістів отримав звання «блазня польської політики». Деякі журналісти називають Я. Палікота польським Жириновським.
2 жовтня 2010 відбувся «конгрес підтримки Януша Палікота» за участю близько 4 тисяч чоловік. Палікот заявив про створення товариства «Сучасна Польща» як почала нової партії. У програмі нової партії присутні вимоги радикального зменшення впливу єпископату католицької церкви на польський уряд. За опитуваннями громадської думки, проведеним в той період, нова партія могла отримати близько 4% голосів виборців — нижче 5%-ного мінімуму, необхідного для входження до парламенту. Однак за 12 днів до виборів окремі передвиборні опитування віддавали Руху Палікота до 8,2% голосів, чого вже було достатньо для потрапляння в Сейм і характеризувалося ЗМІ як «рекордна підтримка» для новоствореної партії.
Підтримку Палікота обіцяв Казімєж Кутц, який також покинув Громадянську платформу (за результатами виборів став сенатором).
На парламентських виборах 9 жовтня 2011 за «Рух Палікота» віддали свої голоси 1 439 490 виборців, тобто 10,02% їх загального числа що взяли участь у виборах. «Рух Палікота» посів третє місце після правлячої партії «Громадянська платформа» (39,18%) і опозиційної «Право і справедливість» (29,89%), випередивши традиційні партії Союз демократичних лівих сил (8,24%) і Польську селянську партію (8,36%).
На президентських виборах 10 травня 2015 посів 7 місце із 1,42% голосами.

## Особисте життя
Колишня дружина — Марія Новицька, від якої має двох синів: Еміля та Олександра. Від другої дружини, Моніки Кубат, має сина Франтішека і дочку Софію. У 2008 році став почесним громадянином міста Білгорая. У тому ж році дублював роль сера Брі в мультфільмі Мисливці на драконів.